# 建設発展党
建設発展党（けんせつはってんとう、アラビア語: حزب البناء والتنمية, Hizb El-Benaa Wa El-Tanmia, 英語: Building and Development Party）は、エジプトのイスラム主義政党である。 イスラム集団 (Jama'a al-Islamiya, Islamic Group)により始められ、この組織の政治部門と見られる。
党はエジプト革命後、2011年6月20日に設立され、同年10月10日に高等行政裁判所に公式に認可された。党首はナスル・アブドッサラーム。
2011-2012年エジプト人民議会選挙に、イスラミスト・ブロック(ほかにヌール党、アサーラ党）として参加し、13議席を獲得した。
2013年6月18日までにルクソール県の知事に幹部のアーデル・エル＝ハヤートが任命されたが、この人事に対して観光大臣が辞表を出すなどの反発が出て、エル＝ハヤートは、同月23日辞任した。